# Las Talitas
Las Talitas es un municipio de provincia de Tucumán, Argentina, situado al noroeste de la ciudad capital la provincia (San Miguel de Tucumán) en el departamento de Tafí Viejo. La población ascendía a 49.686 (INDEC, 2001). Es uno de los municipios más recientes ya que su creación data de 1986.
La ciudad está constituida principalmente por sectores residenciales y se formó como una extensión de la ciudad capital hacia el norte.El sector más conocido se denomina Villa Mariano Moreno. Las calles están numeradas de forma tal que las que tienen dirección norte-sur corresponden a números pares y las que se hallan en dirección este-oeste están indicadas con números impares.
Parte del Gran San Miguel de Tucumán,  pertenece a la comuna conocida Villa Mariano Moreno-El Colmenar. Esta separación toma el nombre de los barrios más importantes ubicados al norte y al sur respectivamente de la ruta Nacional N.º 9.

## Límites
- al sur: el llamado canal Norte o la avenida Francisco de Aguirre
- al oeste: la ruta nacional N° 9
- al este: el río Salí
- al norte el límite es algo difuso, tomándose generalmente el límite del Barrio Gráfico II, el más septentrional de Las Talitas y las localidades conexas hacia el dique La Aguadita.

Hacia el oeste, y cruzando la RN 9, conocida como Ruta Panamericana, se encuentra la localidad de Los Pocitos, famosa por haber tenido lugar allí el preludio a la Batalla de Tucumán
Al sur del municipio, en el barrio de El Colmenar, se encuentra la importante Estación Experimental Agroindustrial Obispo Colombres, institución de relevancia nacional e internacional dedicada al desarrollo científico y tecnológico aplicado a la actividad agrícola-ganadera

## Historia
Existe como antecedente histórico el asentamiento  de un pequeño ingenio azucarero, conocido con el nombre de "El Gallito" por una gran veleta que se encontraba en el coronamiento del viejo edificio. Fue demolido, y en el terreno se encuentra actualmente una de las tres comisarías de la Policía de Tucumán existentes en el municipio. 
Hacia el este y en las inmediaciones del Canal Norte, se encuentra un viejo casco de estancia, donde se supone naciera el expresidente Julio Argentino Roca. Al oeste, sobre RN 9 a la altura del km 1300, se hallan los predios militares del ex-Arsenal Miguel de Azcuénaga, hoy reconocido por la justicia federal como un centro clandestino de detención durante la dictadura de Videla (auto titulada «Proceso de Reorganización Nacional»), en donde desaparecieron dirigentes políticos, sociales, sindicales y actores de la cultura y el arte de Tucumán. Allí fungió como capellán el sacerdote católico José Mijalchyk (n. 1941) que fue absuelto por presuntos delitos que se imputaban.
Marcos Bauzá, artista visual y poeta actual dijo: 

"Las Talitas es una ciudad joven. Las estadísticas la nombran como una ciudad dormitorio, aunque es un complejo desborde de vida constante en los instantes. El calor subtropical cede a veces ante una mansa brisa al caer la tarde o el sonido nocturno de grillos cumbia, en función de las horas, alternándose aquí o allá, en cada una de estas numerosas calles numeradas, zigzagueantes en la espesura de avenidas o autopistas. Trulalá, Gary, Gilda, Miguel Conejito Alejandro, Dyango, Leo Dan o los Wachiturros emergen como manantiales yuxtapuestos de sentido para hablar, decir o ser la voz que se impone como mantra filosófico. Sus populares barrios sobre lomas y valles transmiten esa cinética inspiradora, que se respira aunque el verano o el invierno estremezcan el zinc de los techos de las casas bajas. Y aún si el sopor de las horas no encuentra remanso deleitamos la paz y saboreamos la dicha de a sorbos pues sabemos que la felicidad es un recurso humano indispensable y estrictamente necesario para pensarnos como ciudadanos a diario y existir."

## Instalaciones
Se encuentran varios establecimientos industriales de la pequeña y mediana empresa, explotaciones comerciales de distinta índole, especialmente las plantas de selección de citrus, mayoristas de sustancias alimenticias, servicios para la ingeniería civil. Otras actividades culturales y deportivas se desarrollan en terrenos a la vera de la ruta provincial N.º 305, rumbo a la Aguadita, como las Agrupaciones Tradicionalistas Gauchas, Club Hípico y las pistas de Motocross al norte de la ciudad.
En cuanto a la categoría de Desarrollo Social, cuenta con un Centro Integrador Comunitario (CIC) en la dirección Camino del Río B° 156 viviendas - Tafí Viejo - Las Talitas - Tucumán (CP:4101)
Así mismo, cuenta con dos centros de salud de atención primaria, ambos pertenecientes al servicio de medicina pública provincial.
En 2013 comenzó la construcción de la planta depuradora de Las Talitas, con el fin de tratar las aguas residuales que genera el municipio. Aunque la obra finalizó en 2018, por falta de financiación no se puso en marcha hasta 2020. La estación trata las aguas residuales de 130 000 habitantes y vierte el agua depurada al río Salí.
También cuenta con un importante centro de investigación, la Estación Experimental Agroindustrial Obispo Colombres

## Sismicidad
La sismicidad del área de Tucumán (centro norte de Argentina) es frecuente y de intensidad baja, y un silencio sísmico de terremotos medios a graves cada 30 años.
- Sismo de 1861: aunque dicha actividad geológica catastrófica, ocurre desde épocas prehistóricas, el terremoto del 20 de marzo de 1861 (163 años) con 12.000 muertes,[5] señaló un hito importante dentro de la historia de eventos sísmicos argentinos ya que fue el más fuerte registrado y documentado en el país. A partir del mismo la política de los sucesivos gobiernos del norte y de Cuyo han ido extremando cuidados y restringiendo los códigos de construcción.[4] Y con el terremoto de San Juan de 1944 del 15 de enero de 1944 (81 años) los gobiernos tomaron estado de la enorme gravedad crónica de sismos de la región.
- Sismo de 1931: de 6,3 de intensidad, el cual destruyó parte de sus edificaciones y abrió numerosas grietas en la zona[5][4]